# Campeonato Sudamericano de Clubes Campeones 1987
El Campeonato Sudamericano de Clubes Campeones 1987 fue la vigésima quinta edición de lo que era el torneo más importante de clubes de baloncesto en Sudamérica.
Fue realizado en Valparaíso y Santiago.
El título de esta edición fue ganado por el Club Ferro Carril Oeste (Argentina).

## Equipos participantes
| País             | Equipo                  |
| ---------------- | ----------------------- |
| Argentina 1 cupo | Club Ferro Carril Oeste |
| Brasil 1 cupo    | Atlético Monte Líbano   |
| Chile 1 cupo     | Universidad Católica    |
| Paraguay 1 cupo  | Club Libertad           |
| Uruguay 1 cupo   | Bohemios                |
| Venezuela 1 cupo | Trotamundos             |